# السيالة (الخبت)

تعديل مصدري - تعديل

السيالة هي إحدى قرى عزلة جبع بمديرية الخبت التابعة لمحافظة المحويت، بلغ تعداد سكانها 532 نسمة حسب تعداد اليمن لعام 2004.